# René Altmayer
Pour les articles homonymes, voir Altmayer.
Félix-René Altmayer, né le 7 février 1882 à Versailles et mort le 30 mars 1976 à Suresnes, est un général de corps d'armée français, qui a commandé le 5e corps d'armée en 1940.

## Biographie
Fils cadet du général de division Victor Joseph Altmayer (son frère aîné Robert sera aussi général), il est diplômé de Saint-Cyr (85e promotion, 1900-1902, « promotion du Tchad »).
Nommé général de brigade en 1934, il passe général de division en 1937, à la tête de la 2e division légère mécanique nouvellement créée. Il est fait général de corps d'armée le 10 février 1940 et commande le 5e corps d'armée du 15 janvier au 20 juin 1940.
Après l'armistice du 22 juin 1940, il est nommé chef de la 18e région militaire (Bordeaux) jusqu'au 17 août 1940, puis chef de la 16e région militaire (Montpellier) jusqu'au 7 février 1942, date à laquelle il est placé en position de réserve.
Arrêté par la Gestapo, il est déporté en tant que « personnalité-otage » par le transport du 31 août 1943 de Paris au château d'Eisenberg, en Bohême, en même temps que Pierre de Gaulle, Michel Clemenceau et le colonel de La Rocque. Il sera libéré le 8 mai 1945.

## Décorations
- Grand officier de la Légion d'honneur (1er octobre 1943)
- Croix de guerre 1914–1918

## Œuvres
- Études de tactique générale, Charles Lavauzelle et Cie, Paris, 1936.